# カリマタ海峡

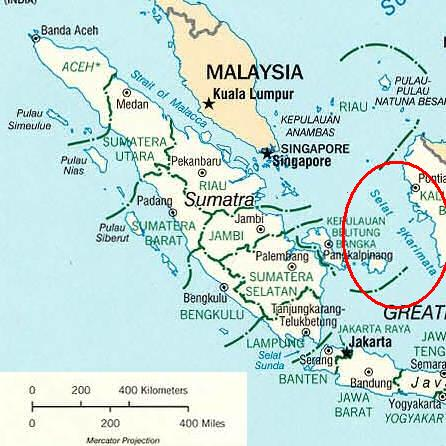
赤丸で囲まれた部分がカリマタ海峡

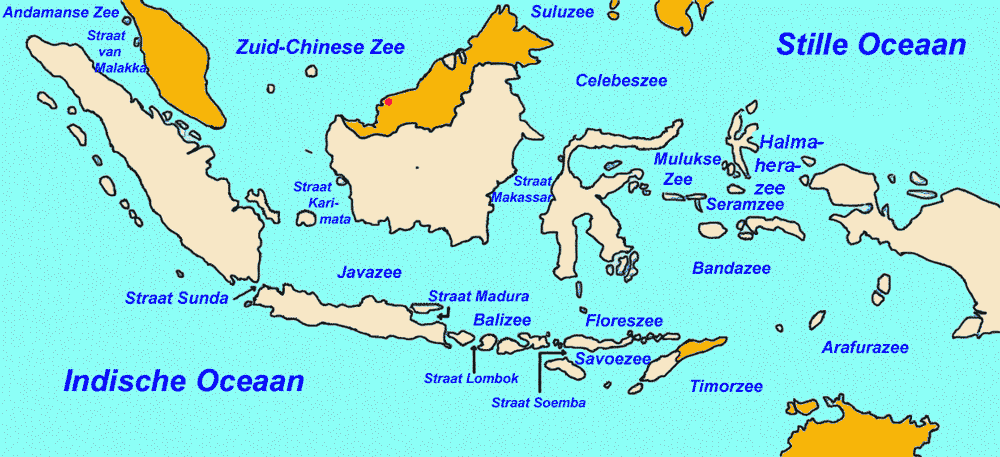
インドネシアの地図（オランダ語）

カリマタ海峡（カリマタかいきょう、Selat Karimata）とはカリマンタン島と、スマトラ島の東にあるブリトゥン島との間の海峡。海峡の幅はおよそ150km。海峡の中には、カリマタ島などの島がある。クタパン、ケンダワンガンがこの海峡に面している。
ブリトゥン島の西にはガスパル海峡（Selat Gaspar）を隔ててバンカ島がある。バンカ島の西はバンカ海峡（Selat Bangka）で、その先はスマトラ島である。